# Excorallana mexicana
Excorallana mexicana är en kräftdjursart som beskrevs av Richardson 1905. Excorallana mexicana ingår i släktet Excorallana och familjen Corallanidae.
Artens utbredningsområde är Mexikanska golfen. Inga underarter finns listade i Catalogue of Life.